# Stein Erik Hagen

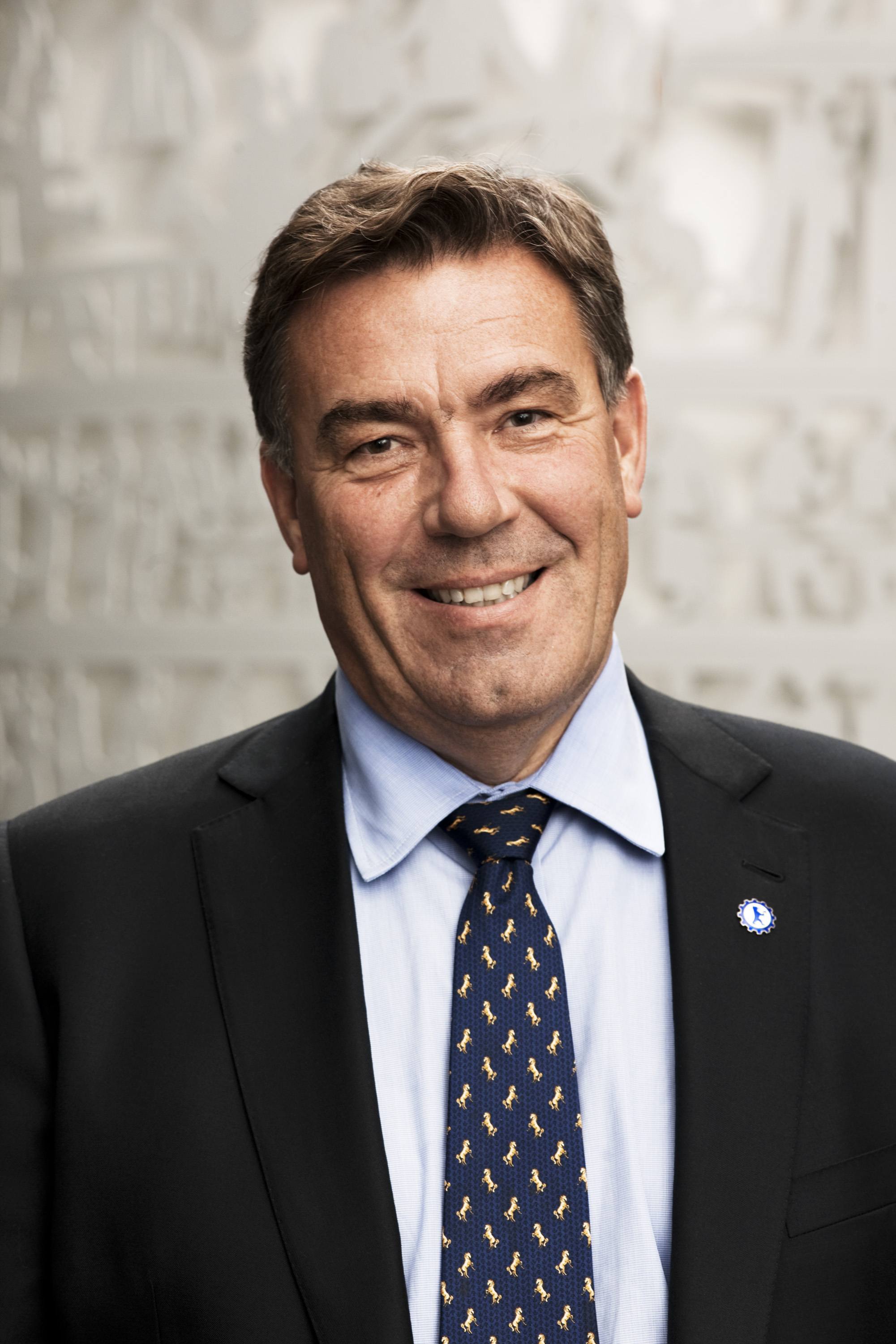
Stein Erik Hagen, 2011

Stein Erik Hagen (* 22. Juli 1956 in Oslo) ist ein norwegischer Unternehmer. Er ist Vorstandsvorsitzender und Großaktionär des norwegischen Mischkonzerns Orkla ASA. Außerdem hält er über sein Family-Office Canica AS große Anteile an den Unternehmen Steen & Strøm, Jernia und Komplett Group. Hagen gehört zu den reichsten Norwegern. Laut dem norwegischen Nachrichtenmagazin Kapital ist das Vermögen seiner Familie 24 Milliarden Norwegische Kronen wert. Gemäß dem Forbes Magazine besaß die Familie Hagen 2009 umgerechnet 3,1 Milliarden US-Dollar.

## Leben
Hagen studierte am Kjøpmannsinstituttet (heute Teil der Norwegian School of Management BI). In den 1970er Jahren gründete Hagen zusammen mit seinem Vater die Discount-Einzelhandelskette RIMI. In den 2000er Jahren verkaufte er RIMI an die schwedische Inköpscentralernas Aktiebolag und die niederländische Koninklijke Ahold. Den größten Teil des Erlöses investierte er in Orkla. Hagen soll eine der größten Segelyachten Europas besitzen; früher gehörte ihm auch eine Insel in der Karibik. Bei den Parlamentswahlen 2005 sponserte er die Liberale Partei Norwegens (Venstre), im Jahr 2006 neben dieser auch rechtsgerichtete Parteien. Hagen lebt seit 2009 im Kanton Zürich in der Schweiz. Anfang 2012 gab er bekannt, dass bei ihm Prostatakrebs diagnostiziert wurde. Am 2. Oktober 2015 outete er sich als bisexuell.